# サルタン防衛隊
『サルタン防衛隊』（サルタンぼうえいたい）は、原作：大友克洋・高千穂遙、作画：高寺彰彦による漫画短編集。
『週刊ヤングマガジン』（講談社）に掲載された作品群である。収録作の『DOG★AFTERNOON』は元々、『ヤングコミック』（少年画報社）から出た企画であったが、雑誌自体が休刊になったため、『週刊ヤングマガジン』に掲載されることになった。
数度の絶版を経て、現在は講談社の「KCデラックス版」から刊行している。

## 収録作品一覧
- DOG★AFTERNOON 前編（1982年、原作：大友克洋）ヤングマガジン増刊1982年9月13日号
- DOG★AFTERNOON 後編（1982年、原作：大友克洋）ヤングマガジン増刊1982年10月11日号
- 髏璃威堕参上!（1983年、原作：高千穂遙）ヤングマガジン増刊1983年10月10日号
- サルタン防衛隊（1984年、原作：高千穂遙）週刊ヤングマガジン1984年7月16日号から同年8月8日号まで[1]

## 書籍情報
- 同文書院、1995年発売、ISBN 4810392023、絶版
- 講談社、2000年発売、ISBN 4061020188、絶版
- 講談社（KCデラックス版）、2006年発売、ISBN 4063721728